# Союз організацій інженерів-українців на еміґрації
Союз організацій інженерів-українців на еміграції — об'єднання професійних організацій інженерів і техніків на еміграції, створене в кінці 1930 року в Подєбрадах (Чехословаччина). Союз діяв до 1939 року.
До його складу увійшло 10 організацій (пізніше ще кілька) в Чехословаччині, Польщі (Спілка інженерів і техніків українців-емігрантів у Польщі), Франції, Бельгії, Аргентині та ін., які нараховували у 1931 році 556 осіб. У 1931—1932 роках Союз видав 4 номери журналу «Український Інженер».
Голова Союзу — Василь Іванис.